# Aéro-club Roland-Garros

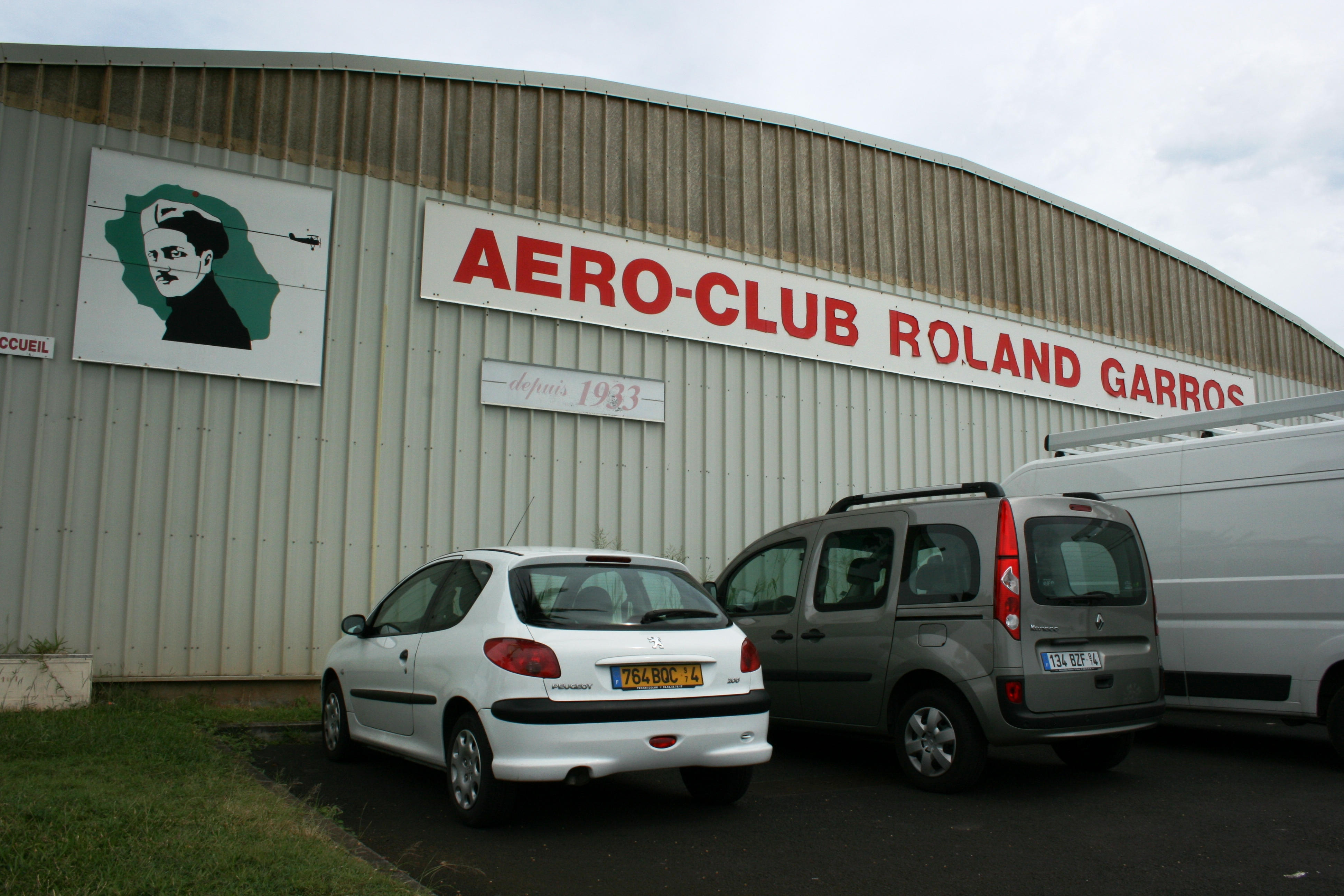
Hangar de l'aéro-club Roland-Garros à l'aéroport de La Réunion Roland-Garros.

L'aéro-club Roland-Garros est un aéro-club de l'île de La Réunion, département d'outre-mer français dans le sud-ouest de l'océan Indien. Fondé en 1933, il est depuis lors basé à Gillot, lieu-dit situé sur le territoire de la commune de Sainte-Marie qui accueille aujourd'hui l'aéroport de La Réunion Roland-Garros.

## Histoire

### Lancement
La fondation de l'aéro-club Roland-Garros a lieu en 1933, année où arrive dans l'île le premier aéroplane destiné à être basé localement. Ce dernier est importé par Maurice Samat, petit-fils d'Alix Samat, celui-là même qui avait fait venir dans la colonie la première bicyclette et le premier tricycle à moteur à la fin du XIXe siècle. Maurice Samat organise avec l'appareil à peine livré de nombreux meetings. Très populaires, ces derniers bénéficient aussitôt de l'engouement du public pour les engins volants, engouement qui fait suite l'atterrissage du premier avion à La Réunion, celui de Marcel Goulette en 1930.
L'aéro-club prend, dès sa création, le nom de Roland Garros, héros réunionnais de l'aviation française auquel on donne également le nom d'un stade. Outre Maurice Samat, ses appareils sont pilotés par des hommes comme les frères Genet. D'après André Jean Benoît, qui a écrit sur l'histoire du sport dans les Mascareignes, ils n'ont alors pas à se plaindre, car on établit rapidement des pistes dans toutes les localités d'importance, notamment à Grands Bois, près de Saint-Pierre, mais aussi à La Possession, à la plaine des Cafres ou sur la plaine du Gol.
Aidées par la compagnie gérant le chemin de fer de La Réunion, qui n'hésite pas à affréter des trains spéciaux pour les grandes occasions, ces installations ad hoc permettent une diffusion rapide des festivités aériennes. Ainsi, ces dernières deviennent en cinq ans « des distractions du dimanche » comprenant des baptêmes de l'air et autres sauts en parachute exécutés par Marcel Genet. Selon André Jean Benoît, on peut donc dire que « le spectacle était garanti, avec un soupçon de risque qui faisait frémir les foules, risque d'ailleurs réel surtout depuis qu'un équipage local avait disparu en mer entre La Réunion et Maurice ».

### Depuis lors
Après une période faste, la proximité de la guerre éloigne l'aviation locale de son destin sportif, mais l'aéro-club continue d'exister. Il était, à l'occasion de son soixante-dixième anniversaire, le troisième plus ancien aéro-club de France toujours en fonctionnement.

## Annexe